# Nando Carneiro
Fernando Ribeiro Carneiro, más conocido como Nando Carneiro (Belo Horizonte, 26 de junio de 1953), es un guitarrista, pianista y compositor brasileño.
Es conocido principalmente por ser acompañante (en la guitarra y los teclados) de Egberto Gismonti en varios discos y conciertos.
Ha trabajado también con
John McLaughlin,
Trilok Gurtu (grupo The Glimpse),
John Scofield y
André Geraissati (grupo Insight).
Es hermano menor del poeta y escritor Geraldo Carneiro (Belo Horizonte, 11 de junio de 1952), quien comenzó siendo músico.
Nando fue coautor de Lady Jane, la canción más emblemática de la carrera de Geraldo:

Geraldo siempre dice bromeando que el mayor beneficio que él y Egberto [Gismonti] pudieron hacer como dúo para la música popular sucedió cuando él, Geraldo, dejó de hace música, y Egberto dejó de escribir letras.
Ele sempre brincou, dizendo que o maior benefício que ele e Egberto puderam fazer como dupla para a música popular se deu quando ele, Geraldo, parou de fazer música, e o Egberto deixou de escrever letra.

Nando fundó y lideró el grupo de rock experimental A Barca do Sol, con el que grabó tres discos, y que fue el grupo soporte de la cantante Olívia Byington en su primer larga duración Corra o risco (de 1978).
- Jaques Morelenbaum
- Alain Pierre
- David Ganc
- los hermanos Muri Costa y Marcelo Costa
- Beto Rezende
- Marcelo Bernardes
- Marcos Stuhl y
- Ritchie.

En 1974 lanzaron el primer álbum de la banda, que contiene la canción Lady Jane (con música de Nando Carneiro y letra de su hermano Geraldo).
A través del grupo, en los años setenta conoció al compositor y multiinstrumentista Egberto Gismonti (1947–), de quien todos los miembros de la banda eran admiradores. Desde esa época se convirtió en un colaborador habitual de los álbumes y los conciertos en vivo de Gismonti.
Carneiro comenzó su carrera como solista en 1983 con su disco Violão (‘guitarra’), producido por Gismonti y lanzado en 1991 en Europa.
Carneiro ganó el concurso Concorrência Fiat con la obra Os povos da floresta (‘los pueblos de la floresta’).
Como compositor, ha escrito la música de la película (junto con John Neschling) O beijo da mulher aranha, lanzado como LP (banda de sonido Kiss of the Spider Woman, en 1985).
Dos de sus canciones fueron tomadas de su disco Topázio (2005) e incluidas en el CD recopilatorio Contemporary Instrumental Music from Brasil, lanzado en EE. UU.
En dúo con el contrabajista Zeca Assumpção, Carneiro grabó el CD Catavento (live at the Centro Cultural Banco do Brasil).
En 1994, tocó en el Heineken Festival (Palace, São Paulo) acompañando a Gismonti y John McLaughlin.
En 1999, tocó en los Heineken Concerts (Alfa Real, São Paulo), acompañando a John Scofield con Zeca Assumpção (bajo y contrabajo), Lelo Nazário (teclados), Caíto Marcondes (percusión) y Jaques Morelenbaum (chelo).

## Discografía
- 1974: A barca do sol
- 1976: Durante o verão
- 1978: Corra o risco
- 1979: Pirata
- 1982: Passional
- 1983: Violão (‘guitarra’).
- 1985: Mantra Brasil
- 1988: Topázio
- 1991: Infância – Egberto Gismonti Group
- 1993: Música da sobrevivência – Egberto Gismonti Group
- 1996: Zigzag – Egberto Gismonti Trio
- 1998: Catavento – Nando Carneiro e Zeca Assumpção
- 2005: Topázio. Discográfica Visom.
- Instrumental no CCBB.

### «Violão» (1983)
- Violão – Espelho – Companheiro – João Gabriel
- Charada
- Poromim
- Juliana
- As gralhas – Paranóia – Música
- GRES Luxo Artezanal
- O campones
- Liza

Músicos
- Nando Carneiro: guitarras acústicas, piano, voz
- Egberto Gismonti: sintetizadores, percusión, flauta
- André Geraissati: guitarra
- Beth Goulart: voz

Producido por la discográfica Carmo 3 (propiedad de Gismonti).

Lanzado en Europa en 1996 por Universal/Polygram.